# Misteris d'Isis

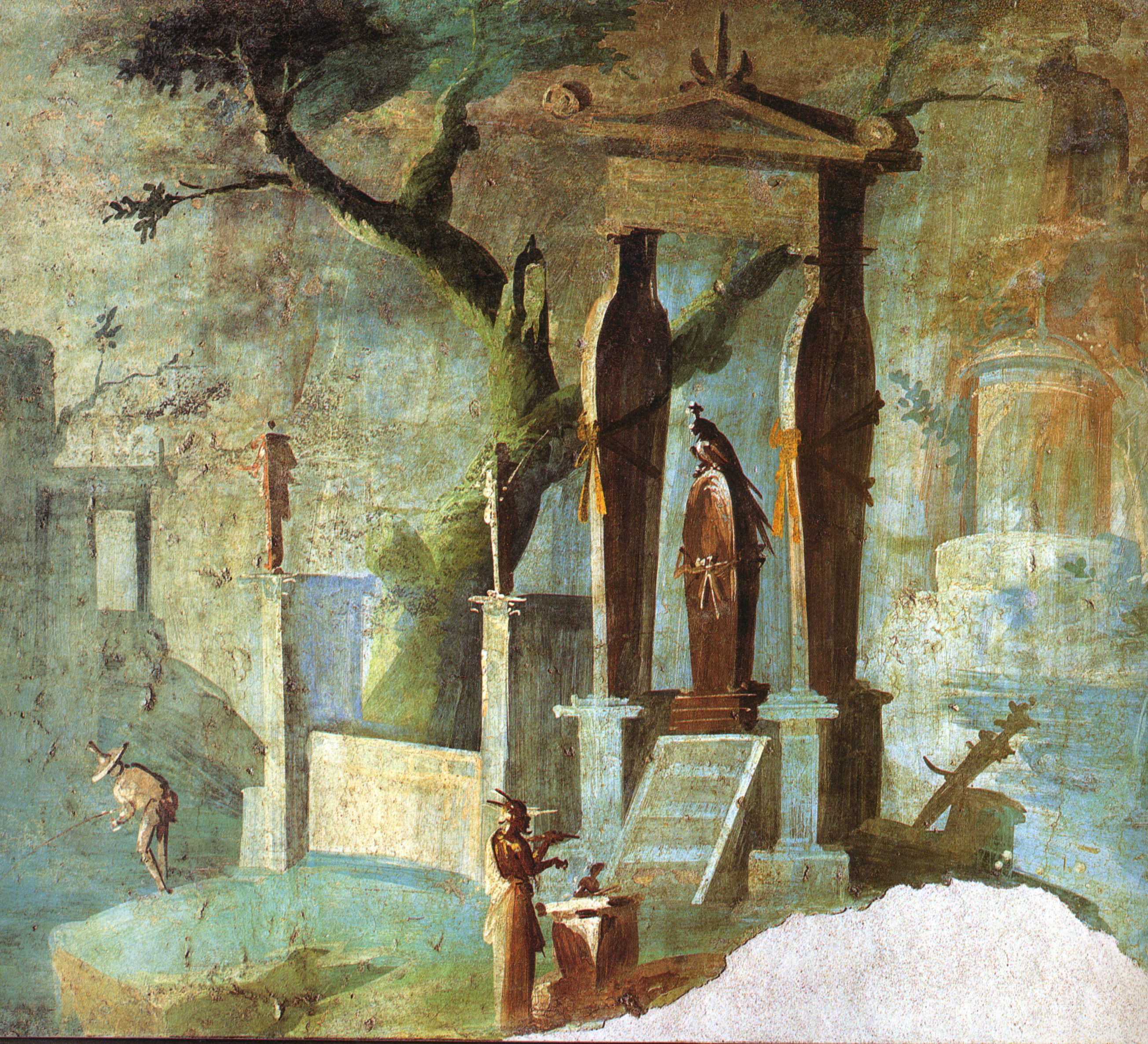
Una cerimònia on adoren el sarcòfag d'Osiris, representat en un fresc al Temple d'Isis a Pompeia. La mort d'Osiris era una celebració molt important pel culte a Isis. L'aparença del sarcòfag podria fer referència a l'èmfasi a Osiris i el més enllà trobat als misteris dedicats a Isis.

Els misteris d'Isis són uns ritus d'iniciació religiosa que es feien com a culte a la deessa Isis al món grecoromà. Estan basats en altres ritus de misteri, particularment en els misteris d'Eleusis en honor de la deessa grega Demèter i es van originar entre el segle iii aC i el segle ii. Malgrat els seus orígens hel·lenístics, els misteris es remunten a la religió de l'antic Egipte, on s'adorava a Isis. Seguint aquests mites, els iniciats demostraven la seva devoció a Isis, encara que no necessàriament dedicaven els ritus només a aquesta deessa. Els ritus eren vists com un símbol de mort i resurrecció, els quals en aquella època es creia que garantien, amb l'ajuda de la deessa, el pas de l'ànima al més enllà.
Molts textos de l'Imperi Romà fan referència als misteris d'Isis, però l'única font que els descriu és una obra de ficció, la novel·la Les Metamorfosis, escrita durant el segle ii per Luci Apuleu. En aquesta obra, l'iniciat passa per un elaborat ritual de purificació abans de descendir a la part més profunda del temple d'Isis, on té una intensa experiència religiosa, veient els déus en persona.
Alguns aspectes dels misteris d'Isis i d'altres cultes de misteri, particularment la seva connexió amb la vida més enllà, tenen semblances amb el cristianisme. La qüestió de si els misteris van influir el cristianisme és polèmica i les proves no són clares; alguns acadèmics atribueixen les semblances al rerefons cultural que comparteixen en comptes d'una influència directa. En canvi, Apuleu ha tingut un efecte directe avui en dia. Mitjançant la seva descripció, els misteris d'Isis han influenciat moltes obres de ficció i organitzacions fraternals actuals i també han estès la creença falsa que els antics egipcis tenien un elaborat sistema de misteris d'iniciació.

## Orígens

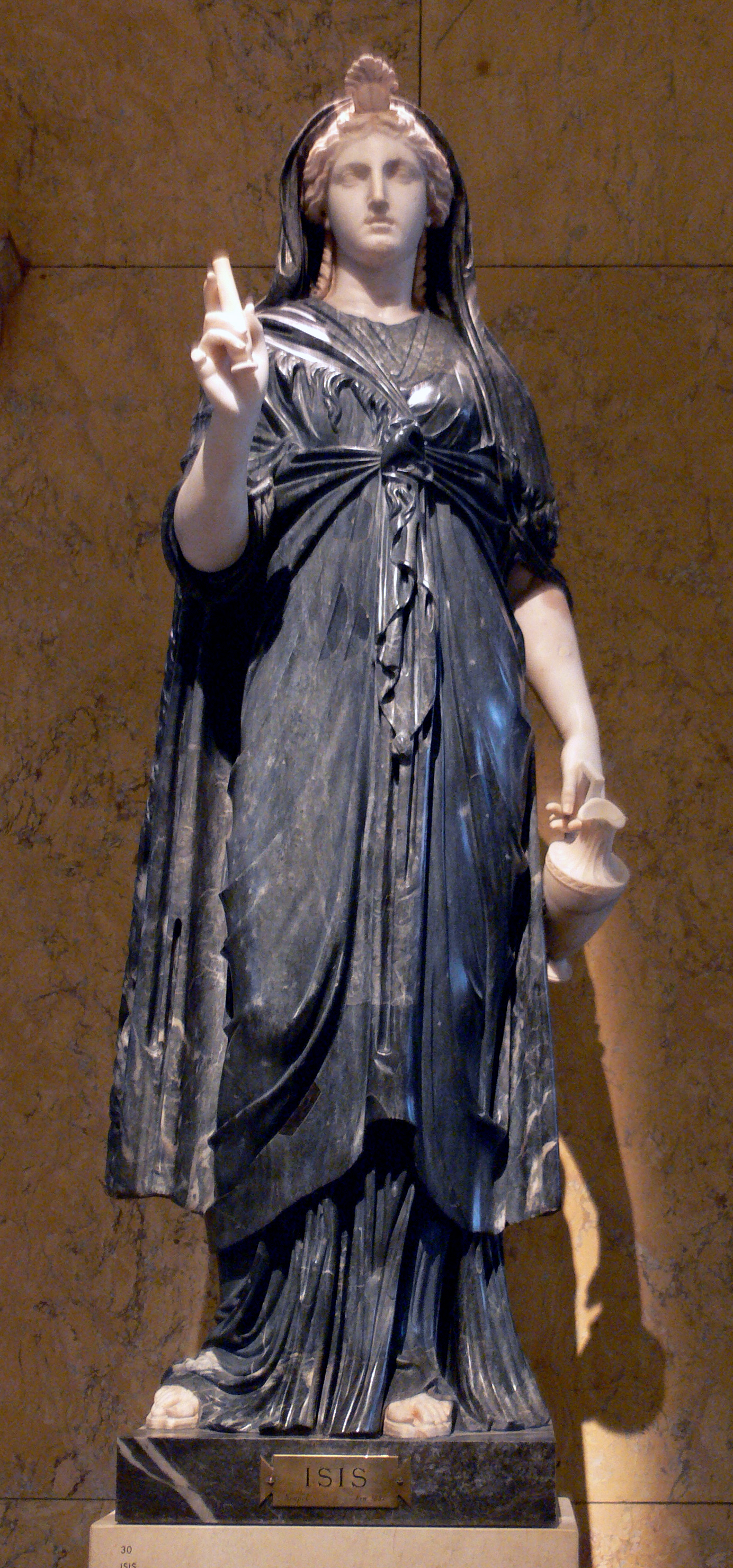
Estàtua romana d'Isis, Roman

Els misteris grecoromans eren rituals d'iniciació secrets on la gent entrava voluntàriament. Estaven dedicats a una deïtat particular o un grup de deïtats i utilitzaven una varietat d'experiències intenses, com la foscor nocturna interrompuda per llum clara i música forta i soroll, que induïen a un estat de desorientació i una intensa experiència religiosa. Algun d'ells involucrava simbolismes religiosos críptics. Els iniciats no havien de discutir els detalls sobre què havien experimentat en els misteris i actualment tenim pocs coneixements d'aquests ritus per aquest secretisme. Els misteris més prestigiats en el món grec eren els misteris d'Eleusis dedicats a la deessa Demèter, que es duien a terme a Eleusis, prop d'Atenes, des del segle vi aC com a mínim fins a finals del segle iv. Es basaven en la cerca de Demèter de la seva filla Persèfone en mitologia grega. Els iniciats d'Eleusis passaven a una sala fosca, el Telesterion, i eren testimonis d'escenes terribles, seguides d'una llum ardent i un crit del hierofanta, qui presidia la cerimònia. Amb aquesta llum, els iniciats veien objectes que representaven el poder de fertilitat de Demèter, com un feix de blat, i potser altres imatges relacionades amb el mite de Persèfone. Als misteris del déu Dionís, que es duien a terme en molts llocs del món grec, els participants celebraven una festa de nit a l'aire lliure. Aquestes celebracions estaven connectades d'alguna forma amb l'orfisme, un grup de creences místiques sobre la natura del més enllà.
Originalment, Isis era una deessa en la religió de l'Antic Egipte, que no incloïa aquests misteris grecs. Alguns rituals egipcis els feien exclusivament els sacerdots, fora del coneixement públic, però els egipcis fidels no hi podien participar.